# Гайанский пепперпот
Пепперпот (англ. pepperpot) — популярное в Гайане блюдо наподобие стью, происходящее из кухни коренных народов. Его традиционно подают на Рождество и другие специальные мероприятия. Наряду с куриным карри и варёным рисом, пепперпот является одним из национальных блюд Гайаны.
Пепперпот — тушёное мясное блюдо, сильно приправленное корицей, кассарипом (специальный соус из корня маниока) и другими ингредиентами, включая карибский острый перец. Говядина, свинина и баранина — самые популярные виды мяса, хотя в некоторых рецептах используется курица. Пепперпот обычно подается с домашним хлебом по-гайански, рисом или лепёшками роти. Его также можно подавать с вареными овощами, такими как маниока, эддо, сладкий картофель и зеленые или спелые бананы.
Это блюдо предназначается для особых случаев, потому что его нужно готовить в течение нескольких часов, и в основном его едят на Рождество или во время рождественских праздников, а иногда и в День подарков. Как и оригинальном рецепте индейцев, его обычно готовят в большом горшке, и его можно разогревать и есть в течение нескольких дней, потому что кассарип сохраняет мясо. Варианты блюда также подаются в нескольких других странах Карибского бассейна, включая Тринидад и Тобаго , Гренаду, Сент-Винсент и Ямайку.
В Филадельфии (США) готовят похожее блюдо — филадельфийский пепперпот.